# Theodor Volmar
Theodor Volmar (* 16. April 1847 in Bern; † 15. Juni 1937 in Muri bei Bern) war ein Schweizer Maler, Zeichner und Kunstpädagoge.

## Leben und Werk
Theodor Volmar war der jüngste Sohn des Joseph Simon Volmar und der Margaretha, geborene Schmid. Sein Bruder war der spätere Maler, Zeichner und Lehrer an der Berner Kunstschule Paul Volmar.
Theodor Volmar wurde von seinem Vater unterrichtet. Parallel dazu studierte er an der philosophischen Fakultät in Bern Geschichte. Später hielt er sich in Paris und München auf. Volmar malte Figuren, Landschafts- und Tierbilder, vor allem Pferdebilder. Später betätigte er sich hauptsächlich als Militärmaler. Seine Werke zeigte er selten an Turnus- und Nationalausstellungen. Von 1900 bis 1925 unterrichtete Volmar Zeichnen und Malen an der Berner Kunstschule.
Theodor Volmar war ab den 1890er-Jahren Zentralpräsident der GSMBA. Infolge Meinungsverschiedenheiten mit Ferdinand Hodler anlässlich der Thuner Gewerbeausstellung 1896 trat er aus der Gesellschaft. Später war Volmar Präsident der Schweizerischen freien Künstlervereinigung, Secession. Diese wurde 1906 von dem Maler Josef Klemens Kaufmann gegründet, der die Vereinigung bis 1919 präsidierte.
Volmar gehörte vorübergehend der eidgenössischen Kunstkommission an. Zudem war er lange Zeit Präsident der Bernischen Kunstgesellschaft; später war er deren Ehrenmitglied. Seine Werke befinden sich u. a. in der Sammlung von Museen in Bern, in Freiburg und in Genf.